# نادي رابوتنيتشكي
نادي رابوتنيتشكي لكرة القدم (بالمقدونية:ФК Работнички) نادي كرة قدم مقدوني يلعب في دوري الدرجة الممتازة. تم تأسيس النادي في سنة 1937.

## وصلات خارجية
- الموقع الرسمي